# Sudet
El Sudet es un equipo de fútbol de Finlandia que juega en la Kakkonen, la tercera división de fútbol en el país.

## Historia
Fue fundado el 13 de diciembre de 1912 en la ciudad de Viipuri con el nombre Wiipurin Bandy & Jalkapalloseura (WB & JS) hasta que en 1924 lo cambian por el de Sudet Viipuri.
En 1940 el club se ve obligado a mudarse a la capital Helsinki a causa de la Guerra de Invierno luego de que la ciudad de Viipuri cayera en manos de la Unión Soviética; y en 1950 cambia su nombre por el que tiene actualmente para que en 1962 se mude a su sede actual en Kouvola.
El club ha participado en más de 10 temporadas en la Veikkausliiga donde salió campeón de liga por primera vez en la temporada de 1940.

## Palmarés
- Veikkausliiga: 1

1940